# Арбнор Муя
Арбнор Муя (алб. Arbnor Muja, нар. 29 листопада 1998, Косовська Митровиця) — косовський і албанський футболіст, нападник турецького клубу «Самсунспор».
Виступав, зокрема, за клуби «Трепча» (Косово), «Дріта» (Г'їлані) та «Антверпен», а також національну збірну Албанії.
Чемпіон Бельгії. Володар Кубка Бельгії. Володар Суперкубка Бельгії.

## Клубна кар'єра
Народився 29 листопада 1998 року в місті Косовська Митровиця. Вихованець футбольної школи клубу «Трепча» (Косово). Дорослу футбольну кар'єру розпочав 2016 року в основній команді того ж клубу, в якій провів один сезон, взявши участь у 4 матчах чемпіонату. 
Своєю грою за цю команду привернув увагу представників тренерського штабу клубу «Трепча'89», до складу якого приєднався 2017 року. Відіграв за команду з Митровиці наступний сезон своєї ігрової кар'єри.
У 2018 році уклав контракт з клубом «Айнтрахт» (Брауншвейг) II, у складі якого провів наступний рік своєї кар'єри гравця. У складі другої команди «Айнтрахта» був одним з головних бомбардирів команди, маючи середню результативність на рівні 0,41 гола за гру першості.
З 2019 року один сезон захищав кольори клубу «Скендербеу». 
З 2020 року знову, цього разу один сезон захищав кольори клубу «Трепча'89» як орендований гравець. Більшість часу, проведеного у складі «Трепчі'89», був основним гравцем атакувальної ланки команди.
З 2021 року один сезон захищав кольори клубу «Дріта» (Г'їлані). 
До складу клубу «Антверпен» приєднався 2022 року. Станом на 7 вересня 2023 року відіграв за команду з Антверпена 32 матчі в національному чемпіонаті.

## Виступи за збірні
Протягом 2018–2019 років залучався до складу молодіжної збірної Косова. На молодіжному рівні зіграв у 6 офіційних матчах.
У 2023 році дебютував в офіційних матчах у складі національної збірної Албанії.
| Дата       | Місто   | Господарі | Результат | Гості    | Турнір            | Голи | Примітки |
| ---------- | ------- | --------- | --------- | -------- | ----------------- | ---- | -------- |
| 7-9-2023   | Прага   | Чехія     | 1 – 1     | Албанія  | Відбір до ЧЄ 2024 | -    | 70'      |
| 10-9-2023  | Тирана  | Албанія   | 2 – 0     | Польща   | Відбір до ЧЄ 2024 | -    | 70' 75'  |
| 12-10-2023 | Тирана  | Албанія   | 3 – 0     | Чехія    | Відбір до ЧЄ 2024 | -    | 54'      |
| 17-10-2023 | Тирана  | Албанія   | 2 – 0     | Болгарія | товариський матч  | -    | 46'      |
| 17-11-2023 | Кишинів | Молдова   | 1 – 1     | Албанія  | Відбір до ЧЄ 2024 | -    | 90+2'    |
| Усього     |         | Матчів    | 5         |          | Голів             | 0    |          |

## Титули і досягнення
- Чемпіон Бельгії (1):

«Антверпен»: 2022-2023
- Володар Кубка Бельгії (1):

«Антверпен»: 2022-2023
- Володар Суперкубка Бельгії (1):

«Антверпен»: 2023